# Lene Sand
Lene Zahll Sand (født 30. januar 1958 i Randers) blev uddannet som beklædningsdesigner på Margrethe-Skolen og er kreativ direktør i modehuset SAND.
Lene Sand bidrog allerede som 15-årig med sit første design til sin faster, der drev en damekonfektionsvirksomhed. I 1970'erne arbejdede hun som kostumier ved Aarhus Teater, men i 1981 grundlagde hun modehuset SAND sammen med sin mand, Søren Sand. Virksomheden havde frem til 1998 hovedsæde i hjembyen Randers, men er i dag beliggende i København.
Lene og Søren Sand er bosiddende i Schweiz.